# Thryonomys gregorianus
Thryonomys gregorianus là một loài động vật có vú trong họ Thryonomyidae, bộ Gặm nhấm. Loài này được Thomas mô tả năm 1894.

## Hình ảnh

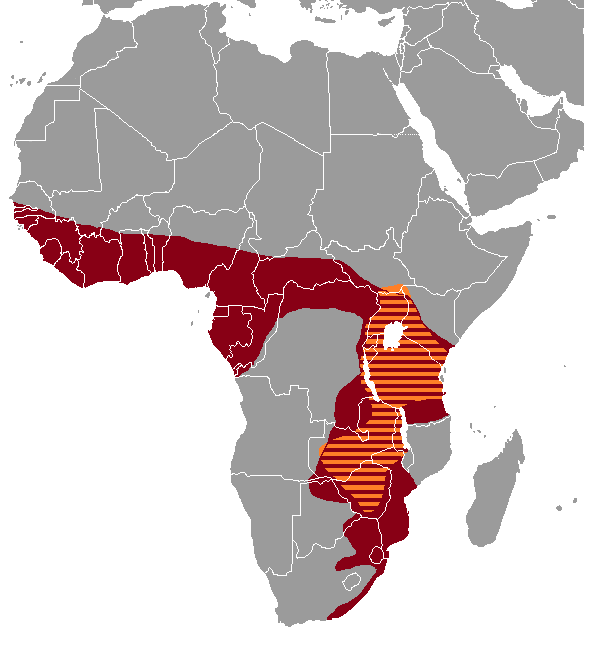